# Terrorgram

Logo de Terrorgram, combinaison de celui de Telegram et de celui de la Waffen-SS.

Terrorgram est un réseau décentralisé de chaînes Telegram reliées entre elles, créé à la fin des années 2010. Le mouvement militant utilisant ces chaînes promeut une idéologie d'extrême droite accélérationniste, raciste et suprémaciste blanche et appelle à la violence. Terrorgram serait à l'origine de plusieurs attentats terroristes.

## Nature
Terrorgram est désigné par Slate comme un « groupe de propagande néonazie » fonctionnant grâce à l'application de messagerie cryptée Telegram. Le Figaro évoque une « nébuleuse de suprémacistes blancs » et ajoute que le mouvement s'inspire dans ses méthodes de l'État islamique.
Cependant, selon une enquête de Global Network on Extremism and Technology, il s'agit plutôt d'un ensemble de chaînes indépendantes mais structurées sous la forme d'un « réseau faiblement connecté », uni autour d'une idéologie accélérationniste. Pour Bjørn Ihler, survivant de l'attentat d'Utøya et fondateur d'une ONG luttant contre l'extrême droite, il s'agit d'un « réseau de chaînes Telegram plus ou moins connectées entre elles qui partagent la même idéologie et le même désir de violence ». Il ajoute que le réseau n'est pas centralisé mais a une forte capacité d'influence pour inciter les terroristes à passer à l'acte indivuellement.

## Historique
Terrorgram aurait été créé en 2019 par une militante néonazie américaine du nom de Dallas Humber, aux multiples activités. La chaîne Telegram de départ est initialement utilisée pour poster ses créations artistiques, faisant généralement l'apologie du nazisme. Elle se transforme peu à peu en lieu de propagande d'extrême droite et de glorification des actes terroristes suprémacistes. Bjørn Ihler date la naissance et la structuration de Terrorgram à la fin des années 2010.
En octobre 2022, après avoir tué deux personnes dans un bar fréquenté par la communauté LGBT+ de Bratislava, Juraj Krajčík, un Slovaque âgé de 19 ans, se suicide. L'enquête policière faisant suite aux événements montre son soutien d'un « génocide des personnes queer, juives et noires », mais également ses liens avec le réseau Terrorgram, par lequel il se dit « inspiré ». Il s'agit de la première affaire de terrorisme suprémaciste dans laquelle est citée le nom de ce collectif. Par la suite, d'autres personnes commettant ou projetant des attaques terroristes au nom du suprémacisme font également référence, notamment dans le New Jersey et en Turquie.
En avril 2024, le Royaume-Uni place Terrorgram sur la liste des organisations considérées comme terroristes, devenant le premier pays à interdire le réseau. Le 13 janvier 2025, les États-Unis ajoutent Terrorgram à la liste des organisations considérées comme terroristes. Plusieurs des dirigeants présumés de cette mouvance sont également désignés comme terroristes ; il s'agit de trois hommes, un Brésilien, un Croate et un Sud-Africain. La ministre australienne des Affaires étrangères, Penny Wong, déclare en février 2025 que des sanctions pour terrorisme ont été prises à l'encontre du réseau Terrorgram.
Le 10 septembre 2024, Dallas Humber et Matthew Allison, un autre militant, sont arrêtés par la police en raison de leur implication dans le passage à l'acte de jeunes terroristes. Ils les auraient poussés à commettre des attentats et auraient également appelé des Français à faire de même lors des émeutes faisant suite à la mort de Nahel Merzouk. Les deux militants ont également glorifié les actes des accélérationnistes, les présentant comme des « saints ».